# The Film of My Love
The Film of My Love is een lied van 10cc. Het is afkomstig van hun derde album The Original Soundtrack. Het lied is geschreven door Godley en Creme; het is de oorspronkelijke afsluiter van de langspeelplaat.
Het lied gaat over een filmster, die in een romantische film een affaire heeft met zijn tegenspeler. Hun liefde gaat de hele wereld over. De zang is nogal gedragen in dit lied. Als films worden aangehaald: Gone with the Wind, Oriënt-Expres en The Magnificent Seven. De liefde is niet echt; hij is voorgeschreven op de filmklapper (A clapper board kiss). Desalniettemin is de filmster overtuigd dat hij een Oscar kan winnen.
De zanger annex filmster overdrijft en draalt ontzettend in dit nummer om de eeuwigheidswaarde van de film te benadrukken:
- The film of my love
- Will travel the world
- Over and over and over
- Over and over and over again
- Over and over and over
- Over and over and over again.

## Musici
- Lol  Creme – piano, mandoline, achtergrondzang
- Kevin Godley – bongos, percussie, achtergrondzang
- Eric Stewart – gitaar, orgel, percussie, achtergrondzang
- Graham Gouldman – eerste zangstem, basgitaar, gitaar en mandoline